# Єлагіно
Єла́гіно (рос. Елагино, марій. Ялагин) — присілок у складі Волзького району Марій Ел, Росія. Входить до складу Емековського сільського поселення.

## Населення
Населення — 48 осіб (2010; 34 у 2002).
Національний склад (станом на 2002 рік):
- марі — 100 %